# ヨーロッパ映画賞 世界的貢献賞
ヨーロッパ映画賞 世界的貢献賞（European Achievement in World Cinema Award）は、ヨーロッパ映画賞における名誉賞である。世界的功績賞、ワールドシネマへの貢献賞とも呼ばれる。ヨーロッパ映画アカデミーにより1997年から授与されている。

## 概要
世界的に活躍する欧州出身の映画人に与えられる。監督、俳優に加え、プロデューサー、撮影監督、映画音楽作曲家など、すべての映画人を対象に授与される。

## 受賞
| 年   | 国籍             | 名前                           | 職業           |
| ---- | ---------------- | ------------------------------ | -------------- |
| 1997 | /                | ミロシュ・フォアマン           | 監督           |
| 1998 | スウェーデンの旗 | ステラン・スカルスガルド       | 俳優           |
| 1999 | スペインの旗     | アントニオ・バンデラス         | 俳優           |
| 1999 | /                | ロマン・ポランスキー           | 監督           |
| 2000 | フランスの旗     | ジャン・レノ                   | 俳優           |
| 2000 | イタリアの旗     | ロベルト・ベニーニ             | 監督、俳優     |
| 2001 | イギリスの旗     | ユアン・マクレガー             | 俳優           |
| 2002 | スペインの旗     | ビクトリア・アブリル           | 女優           |
| 2003 | イタリアの旗     | カルロ・ディ・パルマ           | 撮影監督       |
| 2004 | ノルウェーの旗   | リヴ・ウルマン                 | 女優、監督     |
| 2005 | フランスの旗     | モーリス・ジャール             | 作曲家         |
| 2006 | イギリスの旗     | ジェレミー・トーマス           | プロデューサー |
| 2007 | ドイツの旗       | ミヒャエル・バルハウス         | 撮影監督       |
| 2008 | デンマークの旗   | ソーレン・クラーク＝ヤコブセン | 監督、作曲家   |
| 2008 | デンマークの旗   | クリスチャン・レヴリング       | 監督           |
| 2008 | デンマークの旗   | ラース・フォン・トリアー       | 監督           |
| 2008 | デンマークの旗   | トマス・ヴィンターベア         | 監督           |
| 2009 | フランスの旗     | イザベル・ユペール             | 俳優           |
| 2010 | /                | ガブリエル・ヤレド             | 作曲家         |
| 2011 | デンマークの旗   | マッツ・ミケルセン             | 俳優           |
| 2012 | イギリスの旗     | ヘレン・ミレン                 | 俳優           |
| 2013 | スペインの旗     | ペドロ・アルモドバル           | 監督           |
| 2014 | イギリスの旗     | スティーヴ・マックイーン       | 監督           |
| 2015 | ドイツの旗       | クリストフ・ヴァルツ           | 俳優           |
| 2016 | アイルランドの旗 | ピアース・ブロスナン           | 俳優           |
| 2017 | フランスの旗     | ジュリー・デルピー             | 俳優           |
| 2018 | イギリスの旗     | レイフ・ファインズ             | 俳優           |
| 2019 | フランスの旗     | ジュリエット・ビノシュ         | 俳優           |